# 山下雄平
山下 雄平（やました ゆうへい、1979年8月27日 - ）は、日本の政治家。自由民主党所属の参議院議員（3期）、自由民主党広報本部新聞出版局長、同政務調査会水産部会部会長代理。
参議院農林水産委員長、内閣府大臣政務官を歴任。 特定行政書士、宅地建物取引士、防災士。

## 経歴
- 1979年 - 佐賀県唐津市元石町に生まれる。
- 1992年 - 呼子町立呼子小学校卒業。
- 1995年 - 弘学館中学校卒業。
- 1998年 - 弘学館高等学校卒業。
- 2003年 - 慶應義塾大学法学部政治学科卒業。
- 2003年 - 時事通信社入社。地方自治を担当。
- 2007年 - 日本経済新聞社入社。政治部で谷垣禎一や保利耕輔らの番記者を務める。
- 2012年 - 日本経済新聞社退社。
- 2013年 - 第23回参議院議員通常選挙において佐賀県選挙区より自民党最年少で初当選[1]
- 2017年 - 第3次安倍第3次改造内閣の内閣府大臣政務官（防災・災害対策、国土強靭化、食品表示、消費者行政、子ども子育て政策、少子化対策、子どもの貧困問題、障碍者施策、高齢者政策、共生社会、女性活躍、男女共同参画、科学技術、宇宙政策、北方対策、領土問題、海洋政策、沖縄振興、サイバーテロ対策、国連平和維持活動（PKO）、叙勲・褒章などの担当[2]）に就任[3]。
- 2019年 - 第25回参議院議員通常選挙にて再選（自民党当選者で最年少）。
- 2022年 - 参議院農林水産委員長に就任。
- 2024年7月25日 - 翌年7月の第27回参議院議員通常選挙の佐賀県選挙区公認候補として擁立することが自民党から発表された[4]。
- 2025年 - 第27回参議院議員通常選挙にて再選[5]。

## 政策・主張
- 2014年4月に予定されていた消費税の8%への引き上げについて「予定通りに引き上げるべき」としている[6]。
- 2019年10月に予定されている消費税の10%への引き上げについて「法律に従い、引き上げるべきだ」と回答している[7]。
- 憲法9条を改正して自衛隊を他国同様「国防軍」とすべき[6]。
- 集団的自衛権を認めるべきとしている[6]。
- 村山談話・河野談話を見直すべきでない[6]。
- 雇用の金銭解決制度に賛成[6]。
- 原発の海外輸出を進めるべきとしている[6]

- 婚外子の相続差別撤廃に賛成し、民法における婚外子相続分の改正に反対する議員について、三権分立を守る立場から批判した[8]。
- 新聞記者の経験を踏まえ、新聞を消費税の軽減税率の対象とすることに反対した。

- 立憲民主党の大串博志選挙対策委員長が地元、佐賀県議会議員選挙で自民党公認候補に『必勝』為書きを出したことを批判。立憲を離党して岐阜県議選に自民党推薦での立候補を表明した今井瑠々を大串が糾弾していたことを引き合いに、『ダブルスタンダード』とツイートした。

## 人物
統一教会が選挙支援を行う交換条件として、事実上の「政策協定」を持ちかけていた実態について、朝日新聞がアンケートを行ったが、山下はこのアンケートに答えなかった。未回答の議員の9割は自民党で、櫻井義秀（北海道大学大学院教授）は、政治家は、政策が歪められたとの疑念に応えるべきであり、教団との関係が多く指摘されている与党の政治家の多くが、回答拒否は不思議で、説明義務を果たしていないと受け取られかねないと指摘する。

## 不祥事
山下が代表を務める党支部が、2023年の収支報告で記載漏れを指摘された。これは2022年6月の平成研究会（茂木派）からの寄付100万円であった。発覚後、県選挙管理委員会に訂正を申し出ている。

## 所属団体・議員連盟
- 自民党たばこ議員連盟[11][12]
- 神道政治連盟国会議員懇談会[13]
- 日本の尊厳と国益を護る会
- 選択的夫婦別氏制度を早期に実現する議員連盟 事務局長代理
- オスプレイ誘致推進佐賀県民会議（顧問）[14]

## 支援団体
- 全国たばこ販売政治連盟（組織推薦候補者）[11]
- 神道政治連盟[15]

他多数

## 著書

### 寄稿
- 自民党国家戦略本部 編『日本未来図2030』、日経BP社、2014年12月、ISBN 4822225194

## 保有資格
- 特定行政書士
- 宅地建物取引士
- 防災士

## 選挙歴
| 当落 | 選挙                     | 執行日         | 年齢 | 選挙区       | 政党       | 得票数     | 得票率 | 定数 | 得票順位 /候補者数 | 政党内比例順位 /政党当選者数 |
| ---- | ------------------------ | -------------- | ---- | ------------ | ---------- | ---------- | ------ | ---- | ------------------ | ---------------------------- |
| 当   | 第23回参議院議員通常選挙 | 2013年07月21日 | 33   | 佐賀県選挙区 | 自由民主党 | 22万3810票 | 64.64% | 1    | 1/4                | /                            |
| 当   | 第25回参議院議員通常選挙 | 2019年07月21日 | 39   | 佐賀県選挙区 | 自由民主党 | 18万6209票 | 61.65% | 1    | 1/2                | /                            |
| 当   | 第27回参議院議員通常選挙 | 2025年07月20日 | 45   | 佐賀県選挙区 | 自由民主党 | 16万5688票 | 42.94% | 1    | 1/4                | /                            |